# LightScribe

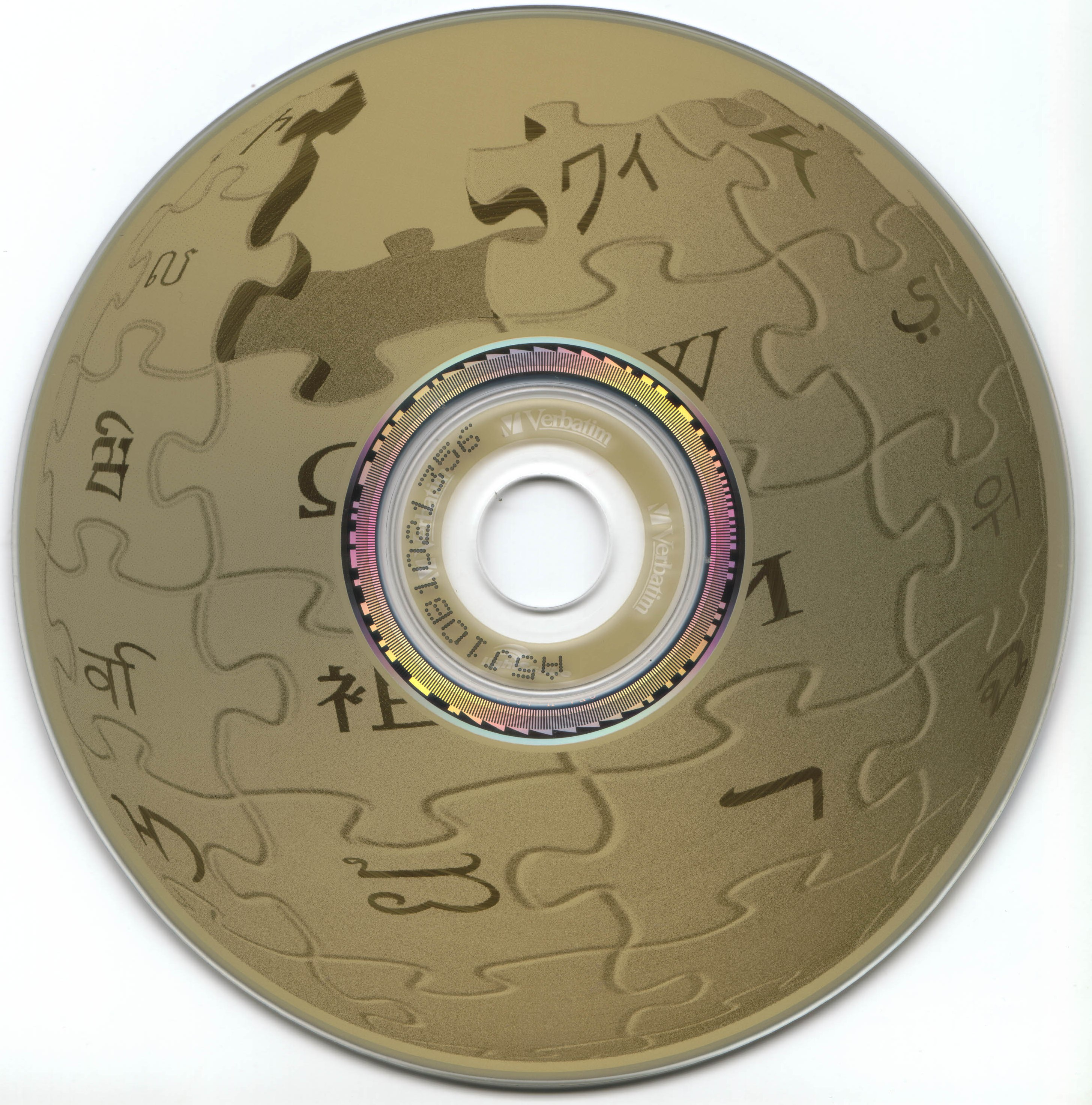
LightScribe

LightScribe（ライトスクライブ）とは、プリンタを使わずにDVDドライブでメディアのレーベル面に文字や画像などを直接書き込む機能のことである。米ヒューレット・パッカード社が開発した。現在は米ライトスクライブ社がライセンス供与や仕様の策定を行なっている。

## 概要
メディアの表面に塗布された特殊なインクを、ディスクの書き込みに使用するレーザーを用いて化学変化を起こし、文字や画像などの描画を行なう。2009年時点では黒色描画のみだが、多色描画も研究されている。
類似の技術であるLabelflashと同じく描画にインクを使わず、にじみは少ない。Labelflashは、描画層がポリカーボネート層で保護された位置にあるが、LightScribeはディスク表面にあるため、汚れや傷に弱い。またLightScribeは淡金色の表面に黒色で描画するため、Labelflashよりもコントラストが強く、はっきり描画できる。メディアは、DVD-RだけのLabelflashと異なり、CD-Rもある。
印字には、対応ドライブ・メディア・書込みソフトが必要である。対応メディアは、ラベル面の最内周部に、対応ディスクであることを示す情報が埋め込まれている。
2013年時点では、対応メディアの入手が困難（国内では販売されていない）なため、海外から個人輸入する必要がある。対するLabelflashは現在も対応メディアの入手は容易である。

## 主なメーカー
メディア
- 三菱化学メディア
- ヒューレット・パッカード

ドライブ
- ASUS
- BenQ
- ヒューレット・パッカード
- LG電子
- LITE-ON
- PHILIPS

ソフト
- ネロ
- ソニック・ソルーションズ
- インタービデオジャパン
- サイバーリンク